# Jaison Ibarrola
Jaison David Ibarrola Silva (Asunción, Paraguay, 7 de marzo de 1985) es un futbolista paraguayo. Juega de delantero.

## Trayectoria
Jaison Ibarrola comenzó su carrera en la Segunda División de Paraguay en el Club Fernando de la Mora, con el que debutó en 2005 aunque aun de demostraba de lo que podía hacer pero mostraba indicios de lo que venía para el.
Más tarde, en el 2006, es transferido a Nacional donde juega poco principalmente por su poca edad para jugar en la división de honor y por la cantidad de delanteros de ese entonces del club de gran nivel.
Después de su fugaz paso por la Primera División de Paraguay decide jugar por Rubio Ñu del mismo país pero este club estando en la Segunda División de Paraguay donde se convierten en la gran figura del plantel en ese resto de año en el ascenso guaraní.
El DT. Antonio Zaracho da referencias de este jugador en Chile, donde ficha en Deportes Concepción donde hace una buena campaña en la Primera División de Chile siendo unas de las grandes revelaciones del 2007 y siendo además unos de los mejores extranjeros del año.
Luego ficha para el Universidad de Concepción rival del club anterior, donde tuvo un opaco desempeño por no estar a gusto en ese club donde esperaba ser transferido a unos de los clubes grandes del país.
No obstante, en junio de 2008 estampa su rúbrica para integrarse al plantel de la Universidad Católica club grande que esperaba a principio de año, permaneciendo allí por un año haciendo una respetable campaña donde también se hizo presente con el club en la Copa Sudamericana 2008.
En julio de 2009 regresa a su país para jugar en Cerro Porteño unos de los clubes más grandes de su país natal donde fue contratado como figura pero no logra convencer a los hinchas del club y dirigentes donde tiene un segundo semestre fugaz por el club.
En enero de 2010 es fichado por el Deportivo Táchira de la Primera División de Venezuela donde juega la Copa Libertadores 2009 pero donde participó muy pocos partidos por no ser considerado pero lo raro que cuando jugó lo hizo de muy buena forma.
Luego de jugar muy poco en Venezuela regresó a su país para jugar por el Sportivo Luqueño, el 1 de noviembre debido a la mala campaña del Sportivo Luqueño y de él en lo personal es desafectado del club, quedando sin jugar durante unos meses.
En enero de 2011 Ibarrola es nuevamente fichado por Deportes Concepción ahora estando en la Primera B de Chile, no logra convencer al DT. Óscar del Solar y es finiquitado del club por el rendimiento inesperado y principalmente por el valor de su pase.
Para el segundo semestre del 2011 llega a Millonarios de Colombia para cobrarse revancha después de varios traspiés en los últimos años, luego de un corto proceso en Millonarios, con pocas actuaciones, finalizó su contrato con el equipo que limitaba Millonarios de Colombia

## Estadísticas

### Clubes
| Fernando de la Mora Paraguay |               |               |    |    |   |   |   |   |   |   |    |    |    |      |      |
| 2.ª | 2005          | ?             | 0  | ?  | — | — | — | — | — | — | ?  | 0  | ?  | 0,00 |      |
| Total club | Total club    | ?             | 0  | ?  | 0 | 0 | 0 | 0 | 0 | 0 | ?  | 0  | ?  | 0,00 |      |
| Nacional Paraguay |               |               |    |    |   |   |   |   |   |   |    |    |    |      |      |
| 1.ª | 2006          | ?             | 0  | ?  | — | — | — | — | — | — | ?  | 0  | ?  | 0,00 |      |
| Total club | Total club    | ?             | 0  | ?  | 0 | 0 | 0 | 0 | 0 | 0 | ?  | 0  | ?  | 0,00 |      |
| Rubio Ñu Paraguay |               |               |    |    |   |   |   |   |   |   |    |    |    |      |      |
| 2.ª | 2006          | ?             | 7  | ?  | — | — | — | — | — | — | ?  | 7  | ?  | 0,00 |      |
| Total club | Total club    | ?             | 7  | ?  | 0 | 0 | 0 | 0 | 0 | 0 | ?  | 7  | ?  | 0,00 |      |
| Deportes Concepción · Chile |               |               |    |    |   |   |   |   |   |   |    |    |    |      |      |
| 1.ª | 2007          | 33            | 13 | 7  | — | — | — | — | — | — | 33 | 13 | 7  | 0,39 |      |
| 2.ª | 2011          | 12            | 0  | 3  | 3 | 6 | 1 | — | — | — | 15 | 6  | 4  | 0,40 |      |
| Total club | Total club    | 45            | 13 | 10 | 3 | 6 | 1 | 0 | 0 | 0 | 48 | 19 | 11 | 0,40 |      |
| Universidad de Concepción · Chile |               |               |    |    |   |   |   |   |   |   |    |    |    |      |      |
| 1.ª | 2008          | 8             | 0  | 1  | — | — | — | — | — | — | 8  | 0  | 1  | 0,00 |      |
| Total club | Total club    | 8             | 0  | 1  | 0 | 0 | 0 | 0 | 0 | 0 | 8  | 0  | 1  | 0,00 |      |
| Universidad Católica · Chile |               |               |    |    |   |   |   |   |   |   |    |    |    |      |      |
| 1.ª | 2008          | 11            | 0  | 1  | — | — | — | 4 | 2 | 1 | 15 | 2  | 2  | 0,13 |      |
| 1.ª | 2009          | 13            | 5  | 1  | — | — | — | — | — | — | 13 | 5  | 1  | 0,39 |      |
| Total club | Total club    | 24            | 5  | 2  | 0 | 0 | 0 | 4 | 2 | 1 | 28 | 7  | 3  | 0,25 |      |
| Cerro Porteño Paraguay |               |               |    |    |   |   |   |   |   |   |    |    |    |      |      |
| 1.ª | 2009          | 5             | 0  | 0  | — | — | — | 1 | 0 | 0 | 6  | 0  | 0  | 0,00 |      |
| Total club | Total club    | 5             | 0  | 0  | 0 | 0 | 0 | 1 | 0 | 0 | 6  | 0  | 0  | 0,00 |      |
| Deportivo Táchira · Venezuela |               |               |    |    |   |   |   |   |   |   |    |    |    |      |      |
| 1.ª | 2010          | 15            | 4  | 2  | — | — | — | 2 | 0 | 0 | 17 | 4  | 2  | 0,24 |      |
| Total club | Total club    | 15            | 4  | 2  | 0 | 0 | 0 | 2 | 0 | 0 | 17 | 4  | 2  | 0,24 |      |
| Sportivo Luqueño Paraguay |               |               |    |    |   |   |   |   |   |   |    |    |    |      |      |
| 1.ª | 2010          | 5             | 0  | 0  | — | — | — | — | — | — | 5  | 0  | 0  | 0,00 |      |
| Total club | Total club    | 5             | 0  | 0  | 0 | 0 | 0 | 0 | 0 | 0 | 5  | 0  | 0  | 0,00 |      |
| Millonarios · Colombia |               |               |    |    |   |   |   |   |   |   |    |    |    |      |      |
| 1.ª | 2011          | 6             | 0  | 0  | — | — | — | — | — | — | 6  | 0  | 0  | 0,00 |      |
| Total club | Total club    | 6             | 0  | 0  | 0 | 0 | 0 | 0 | 0 | 0 | 6  | 0  | 0  | 0,00 |      |
| Independiente FBC Paraguay |               |               |    |    |   |   |   |   |   |   |    |    |    |      |      |
| 1.ª | 2012          | 6             | 0  | 1  | — | — | — | — | — | — | 6  | 0  | 1  | 0,00 |      |
| Total club | Total club    | 6             | 0  | 1  | 0 | 0 | 0 | 0 | 0 | 0 | 6  | 0  | 1  | 0,00 |      |
| Deportivo Quevedo · Ecuador |               |               |    |    |   |   |   |   |   |   |    |    |    |      |      |
| 2.ª | 2014          | 7             | 2  | 1  | — | — | — | — | — | — | 7  | 2  | 1  | 0,29 |      |
| Total club | Total club    | 7             | 2  | 1  | 0 | 0 | 0 | 0 | 0 | 0 | 7  | 2  | 1  | 0,29 |      |
| Sportivo Trinidense Paraguay |               |               |    |    |   |   |   |   |   |   |    |    |    |      |      |
| 2.ª | 2014          | ?             | ?  | ?  | — | — | — | — | — | — | ?  | ?  | ?  | 0,00 |      |
| 2.ª | 2015          | ?             | ?  | ?  | — | — | — | — | — | — | ?  | ?  | ?  | 0,00 |      |
| 2.ª | 2016          | ?             | ?  | ?  | — | — | — | — | — | — | ?  | ?  | ?  | 0,00 |      |
| Total club | Total club    | ?             | ?  | ?  | 0 | 0 | 0 | 0 | 0 | 0 | ?  | ?  | ?  | 0,00 |      |
| Colegiales Paraguay |               |               |    |    |   |   |   |   |   |   |    |    |    |      |      |
| 3.ª | 2017          | ?             | ?  | ?  | — | — | — | — | — | — | ?  | ?  | ?  | 0,00 |      |
| Total club | Total club    | ?             | ?  | ?  | 0 | 0 | 0 | 0 | 0 | 0 | ?  | ?  | ?  | 0,00 |      |
| Total carrera | Total carrera | Total carrera | ?  | ?  | ? | 3 | 6 | 1 | 7 | 2 | 1  | ?  | ?  | ?    | 0,00 |
| (1) Incluye datos de la Copa Chile (2011). (2) Incluye datos de la Copa Sudamericana (2008-09); Copa Libertadores (2010). (3) No incluye goles en partidos amistosos. |               |               |    |    |   |   |   |   |   |   |    |    |    |      |      |

### Resumen estadístico
| Competición           | Partidos | Goles | Promedio | Asistencias | Promedio | Goles y asistencias | Promedio |
| --------------------- | -------- | ----- | -------- | ----------- | -------- | ------------------- | -------- |
| Primera División      | ?        | ?     | 0,00     | ?           | 0,00     | ?                   | 0,00     |
| Segunda División      | ?        | ?     | 0,00     | ?           | 0,00     | ?                   | 0,00     |
| Tercera División      | ?        | ?     | 0,00     | ?           | 0,00     | ?                   | 0,00     |
| Copas nacionales      | 3        | 6     | 2,00     | 1           | 0,33     | 7                   | 2,33     |
| Copas internacionales | 7        | 2     | 0,29     | 1           | 0,14     | 3                   | 0,43     |
| Total                 | ?        | ?     | 0,00     | ?           | 0,00     | ?                   | 0,00     |

### Hat-tricks
| Partidos en los que anotó tres o más goles | Partidos en los que anotó tres o más goles | Partidos en los que anotó tres o más goles | Partidos en los que anotó tres o más goles | Partidos en los que anotó tres o más goles | Partidos en los que anotó tres o más goles | Partidos en los que anotó tres o más goles |
| N.º                                        | Fecha                                      | Estadio                                    | Partido                                    | Goles                                      | Resultado                                  | Competición                                |
| ------------------------------------------ | ------------------------------------------ | ------------------------------------------ | ------------------------------------------ | ------------------------------------------ | ------------------------------------------ | ------------------------------------------ |
| 1                                          | 8 de junio de 2011                         | Federico Schwager, Coronel                 | Estrella del Mar - Deportes Concepción     |                                            | 0 - 6                                      | Copa Chile 2011                            |
| 2                                          | 15 de junio de 2011                        | Municipal, Concepción                      | Deportes Concepción - Estrella del Mar     |                                            | 4 - 0                                      | Copa Chile 2011                            |

## Palmarés

### Campeonatos nacionales
| Título        | Club        | País     | Año  |
| ------------- | ----------- | -------- | ---- |
| Copa Colombia | Millonarios | Colombia | 2011 |

- Datos: Q9010656